# Лузери (фільм, 2015)
«Лузери» (болг. «Каръци») — болгарський драматичний фільм, знятий Івайло Христовим. Світова прем'єра стрічки відбулась 22 червня 2015 року на Московському міжнародному кінофестивалі, де вона отримала «Золотого святого Георгія» за найкращий фільм.

## У ролях
- Елена Телбіс
- Деян Донков
- Ованес Торосян
- Георгі Гоцін
- Пламен Дімов

## Визнання
| Нагороди та номінації фільму «Лузери» | Нагороди та номінації фільму «Лузери» | Нагороди та номінації фільму «Лузери»       | Нагороди та номінації фільму «Лузери» | Нагороди та номінації фільму «Лузери» | Нагороди та номінації фільму «Лузери» |
| Рік                                   | Кінопремія / Кінофестиваль            | Категорія / Нагорода                        | Номінант                              | Результат                             |                                       |
| ------------------------------------- | ------------------------------------- | ------------------------------------------- | ------------------------------------- | ------------------------------------- | ------------------------------------- |
| 2015                                  | Московський міжнародний кінофестиваль | «Золотий Святий Георгій» за найкращий фільм | «Лузери»                              | Перемога                              |                                       |
| 2015                                  | Московський міжнародний кінофестиваль | Приз журі російської кінокритики            | «Лузери»                              | Перемога                              |                                       |
| 2015                                  | Московський міжнародний кінофестиваль | Приз Федерації кіноклубів Росії             | «Лузери»                              | Перемога                              |                                       |